# Pięć i pół bladego Józka
Pięć i pół bladego Józka – polski film obyczajowy z 1971 roku. Zdjęcia kręcono w Płocku.
Film, wg scenariusza Wiesława Dymnego, najpierw został mocno okrojony przez cenzurę, a gdy na dalsze zmiany nie zgodził się reżyser, trafił na półki i nigdy nie wszedł na ekrany. Do dziś zachowała się tylko ocenzurowana wersja.

## Główne role
- Anna Dziadyk – Katarzyna
- Andrzej Malec – Tadeusz Rusin, dziennikarz „Trybuny Młodych”
- Władysław Hańcza – proboszcz, stryj Katarzyny
- Halina Golanko – Halina „Kaczusia”, kelnerka w hotelu
- Leon Niemczyk – towarzysz Czekała z komitetu powiatowego
- Mieczysław Stoor – grabarz Zenobiusz
- Ryszard Pietruski – recepcjonista Mietek
- Wojciech Echilczuk(inne języki) – „Basior”, szef bandy
- Andrzej Echilczuk –  „Upiór”, członek bandy
- Paweł Leitner – „Harcerzyk”, członek bandy
- Jerzy Cnota – zabójca Zenobiusza
- Stanisław Marian Kamiński – mężczyzna obserwujący pożar.

## Fabuła
Do małego miasteczka Kamienica przybywa Tadeusz Rusin, dziennikarz „Trybuny Młodych”. W miasteczku działa banda młodych ludzi pod nazwą „Pięć i pół Bladego Józka”. Jeżdżą harleyami, mają potężne skórzane hełmy. Tadeusz nie znajdując miejsca wolnego w hotelu, natyka się na nich. Staje w obronie bitego przez nich chłopca i sam od nich obrywa. Z opresji ratuje go Katarzyna, siostrzenica proboszcza. Zorganizowane spotkanie z mieszkańcami zmienia się w kłótnię między starymi i młodymi. Dziennikarz chce dotrzeć do członków bandy. W tym celu pobiera od Katarzyny lekcje judo i razem włamują się do miejscowego domu towarowego. Zyskuje szacunek wśród harleyowców. Jedynie „Basior” jest nieufny. W czasie pożaru hangaru, w którym banda przechowywała i reperowała swoje motocykle, Tadeusz ratuje „Harcerzyka”, jednego z członków grupy.